# Inuitská cirkupolární rada
Inuitská cirkumpolární rada (ICC) (grónsky Inuit Issittormiut Siunnersuisooqatigiiffiat), dříve Inuitská cirkumpolární konference, je mezinárodní nevládní organizace a organizace původních obyvatel zastupující 180 000 Inuitů, Yupiků a Čukčů (někdy označovaných jako Eskymáci) žijících na Aljašce (Spojené státy), v Kanadě, Grónsku (Dánské království) a na Čukotce (Rusko). ICC byla akreditována Ekonomickou a sociální radou OSN a v roce 1983 získala zvláštní poradní status (kategorie II) v OSN.
Konference, která se poprvé sešla v červnu 1977 v Barrow na Aljašce (nyní Utqiaġvik), zpočátku zastupovala původní obyvatelstvo Kanady, Aljašky a Grónska. V roce 1980 byla přijata charta a stanovy ICC. Konference se dohodla na nahrazení termínu Eskymák termínem Inuita. To se však nesetkalo s všeobecným přijetím ze strany některých skupin, především Yupiků. Cílem konference je posílit vazby mezi obyvateli Arktidy a prosazovat lidská, kulturní, politická a environmentální práva a politiky na mezinárodní úrovni.
ICC pořádá každé čtyři roky valné shromáždění. ICC je jedním ze šesti arktických domorodých společenství, která mají status stálého účastníka Arktické rady.

## Pozadí
Inuitská populace zahrnuje následující skupiny a oblasti:
- Kanada: Nunavut, Inuvialuit (Severozápadní teritoria), Nunavik (Severní Quebec) a Nunatsiavut (Labrador).
- Spojené státy (Aljaška): Iňupiatové a Yupici .
- Grónsko: Kalaallité, Inughuité a Tunumiité.
- Rusko (Čukotka): sibiřští Yupici a Čukčové.

Všechny tyto národy jsou někdy souhrnně označovány exonymem Eskymák, jehož používání se mnoha Inuitům nelíbí, zejména ve východní Kanadě. ICC používá pro označení všech termín Inuité, což má své vlastní problémy. Jeden z nich je administrativní: Inuita ve Spojených státech může být považován za „původního Američana“, „aljašského domorodce“ nebo „domorodého Američana“. Yupici na Aljašce i v Rusku obecně dávají přednost tomu, aby se jim říkalo Yupici.

## Struktura a funkce
Hlavními cíli organizace je posilovat jednotu Inuitů, prosazovat jejich lidská práva (domorodá a jazyková) a zájmy a zajišťovat rozvoj inuitské kultury.
Strukturálně se organizace skládá ze čtyř samostatných kanceláří v každém ze čtyř inuitských národů, které jsou zřízeny samostatně podle jejich národních pravidel. Předsedové ICC Čukotka, ICC Aljaška, ICC Kanada a ICC Grónsko spolu s jedním členem výkonné rady zvoleným z každého národa tvoří osmičlennou výkonnou radu ICC. Výkonné radě předsedá mezinárodní předseda (dříve mezinárodní prezident - název byl změněn v roce 2002).
ICC pořádá každé čtyři roky valné shromáždění, na kterém se scházejí Inuité z celého severního cirkumpolárního regionu, aby projednali otázky mezinárodního významu pro své komunity, určili směr práce organizace na další čtyři roky a rozdělili odpovědnost za problematické oblasti mezi národní kanceláře. Delegáti shromáždění jmenují mezinárodního předsedu z hostitelské země valného shromáždění spolu se členy výkonné rady a vypracovávají politiky a rezoluce pro nadcházející období.
Generální shromáždění, a tedy i pozice mezinárodního předsedy, se na generálních shromážděních střídá mezi čtyřmi inuitskými národy každé čtyři roky. Na Valném shromáždění v roce 2002 v Kuujjuaqu v kanadském Nunaviku přešlo předsednictví z Grónska, kde ho předchozích sedm let zastával Aqqaluk Lynge, nyní člen Stálého fóra OSN pro otázky původního obyvatelstva, do Kanady, kde se funkce ujala Sheila Watt-Cloutierová, bývalá předsedkyně ICC Kanada.
V roce 2006 na valném shromáždění v Barrow přešlo předsednictví na ICC Aljaška, které tehdy obsadila Patricia L. Cochranová, dříve výkonná ředitelka aljašské domorodé vědecké komise. Na tomto shromáždění ICC také odhlasovala změnu svého názvu na Inuitskou cirkupolární radu.

## Předsedové
- Sara Olsvig (od 2022)[4]
- Dalee Sambo Dorough (2018-2022)
- Okalik Eegeesiak (2014-2018)
- Aqqaluk Lynge (2010-2014)
- James Stotts (2009-2010)
- Patricia Cochran (2006-2009)
- Sheila Watt-Cloutier (2002-2006)
- Aqqaluk Lynge (1997-2002)
- Rosemary Kuptana (1995-1997)
- Caleb Pungowiyi (1992-1995)
- Mary Simon (1986-1992)
- Hans-Pavia Rosing (1980-1986)